# Pieter Cornelius Tobias Snellen
Pieter Cornelius Tobias Snellen (ur. 30 sierpnia 1832 w Rotterdamie, zm. 29 marca 1911) – holenderski entomolog, specjalizujący się w lepidopterologii.
Był kupcem w Rotterdamie, prawnukiem lekarza. Własny biznes założył w 1875 roku, a zrezygnował z niego w 1886 roku. Od dzieciństwa interesował się motylami. Łowił je na pieszych wyprawach. Lepidopterofaunie Holandii poświęcił dwutomową monografię De Vlinders van Nederlnad, której pierwszy tom ukazał się w Hadze w 1867 roku, a drugi, poświęcony molowcom, tom w Lejdzie w 1882 roku. Od 1870 roku badał motyle Holenderskich Indii Wschodnich. Do najbardziej znanych na tym polu jego prac należy publikowana z Murinusem Corneliusem Piepersem w latach 1909–1918 The Rhopalocera of Java. Pisał także o motylach Sumatry, Celebesu i Nowej Gwinei.
Był członkiem i wieloletnim prezesem Nederlandse Entomologische Vereniging, zasłużonym członkiem Koninklijk Zoologisch Genootschap przy Natura Artis Magistra w Amsterdamie, członkiem honorowym Entomologische Gesellschaft Iris w Dreźnie, Entomological Society w Londynie, Société Entomologique Namuroise w Namurze oraz Entomologiska Föreningen w Sztokholmie. Ponadto był członkiem Bataaf'sche Cienootschap van proefondervindelijke wysbegeerte oraz członkiem korespondencyjnym argentyńskich Academia Nacional de Ciencias i Sociedad Zoologica Argentina, Koninklijk Natuurkundige Vereeniging i Nassauische Vereeniging w Holenderskich Indiach Wschodnich, Senckeubergische Naturforschende Gesellschaft we Frankfurcie nad Menem i Nassauische Verein für Naturkunde w Wiesbaden.